# Piò di terra
Il piò di terra, comunemente abbreviato in piò, è una unità di misura agraria di superficie, non appartenente al sistema internazionale, utilizzata in Lombardia, prevalentemente nelle province di Brescia, Bergamo e Mantova. 
Il termine deriva dalla denominazione dell'aratro piò, a sua volta discendente da longobardo plom, parola con la quale viene definito l'aratro nell'Editto di Rotari del 643.
Infatti, il piò di terra è concettualmente corrispondente allo iugero dell'Antica Roma, ovvero indica la superficie di terreno che è possibile arare con un vomere trainato da una coppia di buoi in una giornata lavorativa.
La denominazione piò di terra è utilizzata per due diverse superfici agrarie:
- Il piò di terra bresciano, in uso nella provincia di Brescia e in alcuni comuni confinanti della provincia di Bergamo
- Il piò di terra castiglionese, in uso nel comune di Castiglione delle Stiviere e in alcuni comuni limitrofi.[3][4]

Fonti ufficiali tra XVIII secolo e XIX secolo indicano l'identità del piò in uso a Castiglione delle Stiviere con quello di Brescia.
| TABELLA DI RAFFRONTO delle misure in Piò con il sistema metrico decimale |          |            |                  |
| Unità di misura                                                          | Unità SI | Valore     | Divisibilità     |
| Piò bresciano                                                            |          |            |                  |
| Piò                                                                      | m2       | 3 255,3938 | in 100 tavole    |
| Tavola                                                                   | m²       | 32,5539    | in 4 cavezzi     |
| Cavezzo                                                                  | m²       | 8,1384     | in 12 piedi      |
| Piede                                                                    | m²       | 0,6782     | in 12 once       |
| Oncia                                                                    | m²       | 0,0565     | in 12 punti      |
| Punto                                                                    | m²       | 0,0047     | in 12 atomi      |
| Piò castiglionese                                                        |          |            |                  |
| Piò                                                                      | m²       | 3 194,3931 | in 100 tavole    |
| Tavola                                                                   | m²       | 31,9439    | in 4 pertiche    |
| Pertica                                                                  | m²       | 7,9859     | in 36 piedi      |
| Piede                                                                    | m²       | 0,2218     | in 2 mezzi piedi |
| Mezzo piede                                                              | m²       | 0,1109     | -                |